# Wilhelmine Suhrlandt
Wilhelmine Suhrlandt, geb. Skoglund (* 28. Juni 1803 in Ludwigslust; † 16. Dezember 1863 in Schwerin) war eine deutsche Lithographin.

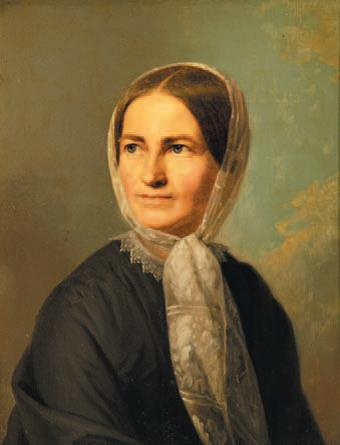
Wilhelmine Suhrlandt. Porträt von Rudolph Suhrlandt (1828)

## Leben
Wilhelmine stammte aus einer ursprünglich schwedischen Familie, die am mecklenburg-schwerinschen Hof in Ludwigslust tätig war. Ihr Vater Erik/Erich Skoglund († 1827) war  „Bettmeister“ auf Schloss Ludwigslust und verheiratet mit der Zwillingsschwester des Hofmalers Johann Heinrich Suhrlandt.
Ab 1821 war sie Schülerin bei dessen Sohn Rudolph Suhrlandt und heiratete ihn 1824. Von den Kindern des Paares wurden der Maler Carl Suhrlandt (1828–1919) und die Schweriner Geigenspielerin und Malerin Pauline Soltau (1833–1902) bekannt; eine weitere Tochter, Franziska, ertrank nach der Auswanderung in die USA bei einem Bootsunglück auf dem Michigansee.
Wilhelmine erlernte die Lithographie, eventuell bei Gröger & Aldenrath und setzte mehrere Porträts ihres Mannes in Lithographien um. Bekannt wurde ihre Porträt-Lithographie des Bremer Bürgermeisters Johann Smidt (1830).

## Werke

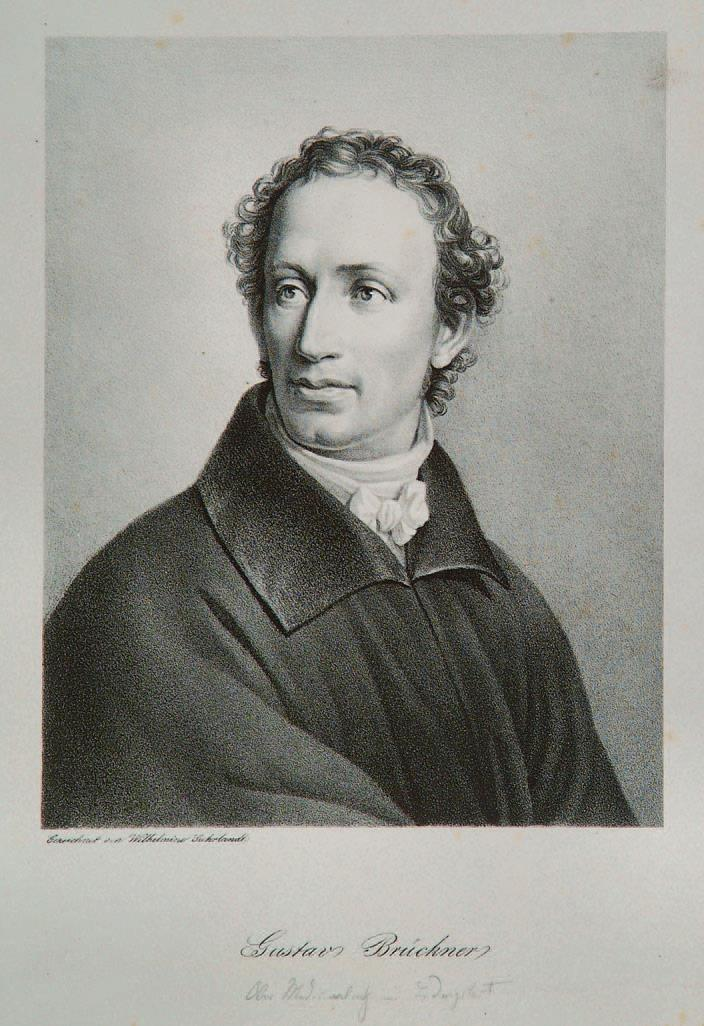
Gustav Brückner
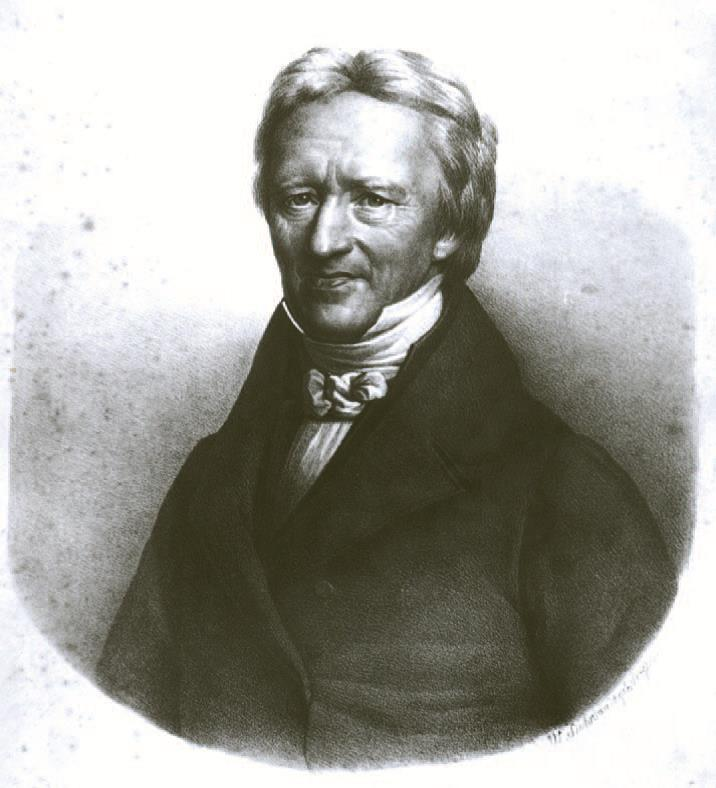
Johann Smidt
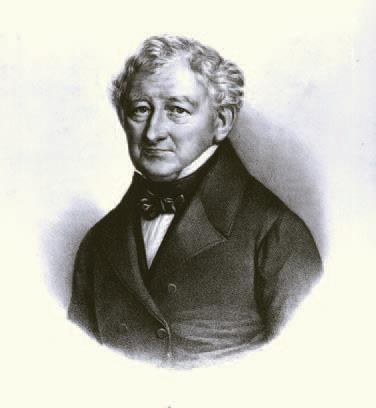
Simon Hermann Nonnen